# 新房客
《新房客》（英語：New Tenant），臺灣片名《怪房客》，是一部1995年上映的香港時裝懸疑電影，由黃秋生自編、自導、自演，是黃秋生的導演處女作。

## 故事大綱
1994年8月，住院十年的精神病康復者譚詠麟（黃秋生飾），出院後租住一座將拆空置舊樓的單位，欲以筆耕維生。麟發現單位內遺留了一個舊掛鐘，便將它掛於牆上使用，但該鐘有時動有時不動。每當該鐘運作時，麟就會看到一些人在舊樓中各處進行各種日常活動，甚至自己單位內的裝修陳設都會改變，該些人看、聽不到麟的存在，麟嘗試觸碰卻穿過了他們的身體。直至麟在酒吧遇到該些景象中的其中一個人，才得知自己見到的是該舊樓1984年的過去景象。後麟發現1984年景象中有一位少女Dolphin（陳海恆飾）能夠聽到麟的聲音（但看不到麟）及被麟觸碰到（但不能主動觸碰到麟），麟向Dolphin自稱是她的「守護天使」，二人成為跨越時空的密友。Dolphin嘗試到1984年時麟工作的雜誌社找他，但跟出發往新畿內亞出差的麟擦身而過。麟又叫1984年的Dolphin記下十年後在自己身處的日期時間回舊樓相聚的約定，但1994年的Dolphin並沒有出現。後Dolphin之姊Whale與住在樓下的人類學講師黃旭仁（吳啟華飾）相戀，不久Whale失蹤，麟和Dolphin懷疑和古怪的黃有關，麟嘗試從1994年的舊新聞找出線索。

## 演員表
| 演員   | 角色           | 備註 |
| ------ | -------------- | --- |
| 黃秋生 | 譚詠麟         | 住院十年的精神病康復者，忘記自己入院的原因。曾是雜誌社專題記者。1994年康復出院後住進一舊樓，打算當專欄作家。 雖然同名，但角色人設與藝人譚詠麟並無關係。片中自稱樣貌更像鍾鎮濤，但Dolphin看到其1984年的樣貌後認為更像陳友。（皆為溫拿樂隊成員） |
| 陳海恆 | 玲 （Dolphin） | 1984年景象中的少女，舊樓住客，唯一能聽到麟的聲音及被麟觸碰到的過去人物。個性天真。 Dolphin為陳海恆（當時的女子組合「NC Girl」成員）的英文名。                                                                                                  |
| 李宗慧 | Whale          | 1984年景象中的舊樓住客，Dolphin之姊，空姐。 |
| 吳啟華 | 黃旭仁         | 1984年景象中的舊樓住客，港大人類學講師，Whale新認識之男友，性格冷靜斯文至一種古怪地步。教授原始宗教的活人祭祀和吃人文化。 |
| 葉榮祖 | Dolphin父親    | 1984年景象中的舊樓住客，Dolphin及Whale的父親，嚴重老人痴呆，經常觀看無畫面的電視。因曾當船員，故用海洋生物作為女兒的英文名。 |
| 黃栢文 | 李Sir          | 演員為本片策劃。1984年景象中的舊樓住客，其他住客稱呼為修哥、修仔，便衣警察，後麟在1994年的現實中遇到他，因而認為該些景象並不是妄想出來的幻覺或鬼魂。他拜託麟在過去景象中查探自己妻子是否曾出軌。                                               |
| 黃子華 |                | 友情演出，麟的精神科醫生，基督徒。 |
| 劉青雲 | Joe            | 友情演出，麟的精神病院友。 |
| 邱禮濤 |                | 友情演出，理髮師，在片頭替麟剪髮，化著小丑妝。 黃秋生當年在《電影雙周刊》的自述文章中所列友情演出者有吳鎮宇，或為「邱禮濤」的筆誤。 |
| 曾近榮 |                | 圖書館職員。 |
| 余慕蓮 |                | 精神病院的清潔工人。 |
| 梁鴻華 | 梁鴻華         | 本片監製，飾演與自己同名的雜誌主編，麟的前僱主，1984年時從事經濟與地理雜誌，1994年時已轉型為八卦雜誌。對白中充滿對電影、傳媒行業的牢騷。 |
| 黃老邪 |                | 友情演出，街頭變賣、維修舊物的小販，自稱藝術家。 |
| 侯煥玲 |                | 欲購買舊物的老婦。 |
| 八両金 |                | 在警署落口供的疑犯，與麟傾談時不慎承認了於屯門犯下強姦罪。 |

## 製作
本片籌劃之初，黃秋生只是演員，故事大綱由監製梁鴻華構思，本來是講述男主角穿越時空，與不同時代的同一女子相戀的故事；後因經費有限，黃秋生又欣賞其故事大綱，便向梁鴻華自薦擔任導演及參與編劇，並將原來的故事大綱修改為面世的版本，黃稱之為「論述夢與潛意識的關係」；劇本的第一及第二版由其他編劇撰寫，第三版由黃秋生撰寫。
本片約於1994年9-10月間開鏡，用了十六天拍攝。
拍攝期間，黃秋生指出會採用一些「非主流鏡頭分割」，並比喻觀眾將會有如吸食大麻般的興奮體驗。

## 發行
本片於1995年5月11日至16日上映共六天，票房只有港幣六萬多元，票房極低。

## 音樂
本片的主題曲亦由黃秋生創作曲、詞。

### 電影原聲大碟
1.天葬 （戰斧主唱）
2.藍色的……
3.你想看我裸體嗎？
4.重演
5.共產黨宣言
6.藍色的詩 （作曲、填詞：黃秋生）
7.守護天使
8.陪妳等流星
9.撞鬼
10.等
11.追逐
12.藍色的變奏（盧巧音主唱）
13.怪鐘

## 評價
本片銳意求新，野心很大，敍事手法和人物關係上的處理具突破性，但技法不足，又太多話要說，整體製作水準未能配合，多被影評人形容為眼高手低。
本片利用各種意象描繪精神分裂者的內心世界，在當時港產片是罕見之作。但將一切歸咎於妄想的結局，亦有影評人認為是牽強、故弄玄虛，令人失望。

## 外部連結
- 香港影庫上《新房客》的資料（繁體中文）
- 互联网电影数据库（IMDb）上《新房客》的资料（英文）
- 豆瓣电影上《新房客》的資料 （简体中文）
- 时光网上《新房客》的資料（简体中文）
- AllMovie上《新房客》的资料（英文）